# Weißenseer Weg
Der Weißenseer Weg ist eine vielbefahrene Nord-Süd-Straße im Berliner Bezirk Lichtenberg (Ortsteile Fennpfuhl und Alt-Hohenschönhausen). Die Straße existiert bereits seit mehr als 150 Jahren und war die damalige Verbindung zwischen den Dörfern Weißensee und Lichtenberg.

## Lage
Die Straße beginnt nördlich als Fortsetzung der Indira-Gandhi-Straße, quert danach die Kreuzung Hohenschönhauser Straße / Konrad-Wolf-Straße, dann bildet sie mit der Landsberger Allee einen großen Kreuzungsbereich und endet südlich an der Kreuzung Herzbergstraße am Roederplatz.
Obwohl die Landsberger Allee eine noch breitere und nicht von einer Straßenbahn befahrene Ein- und Ausfallstraße darstellt, ist der Weißenseer Weg verkehrsmäßig hier die Hauptstraße, was bei Ampelausfall an der Kreuzung bereits häufig zu Verkehrsunfällen geführt hat.
Der nördliche Abschnitt tangiert mit seiner östlichen Seite (Hausnummernbereich 51–55) den Ortsteil Alt-Hohenschönhausen. Hier liegt der Olympiastützpunkt – das Sportforum Hohenschönhausen. Der südwestliche Bereich der Straße führt auf rund 300 m Länge am Fennpfuhlpark entlang.

## Geschichte
Die Dorf-Verbindungsstraße wurde nach 1862 entsprechend dem Hobrecht-Plan als Gürtelstraße bezeichnet, weil sie einen Abschnitt der den gesamten Berliner Stadtkern umgebenden Straße bilden sollte. Um 1920 erhielt der hier dargestellte Verkehrsweg in einem kurzen Nordabschnitt den Namen Weißenseer Straße, im mittleren und Südabschnitt den Namen Weißenseer Weg. Seit den 1930er Jahren trug der gesamte Straßenzug den Namen Weißenseer Weg. Es handelte sich damals wohl zunächst eher um einen Weg, der zwischen der Kolonie Wilhelmsberg (heute Teil von Alt-Hohenschönhausen) und den unerschlossenen Flächen um den Fennpfuhl entlangführte.

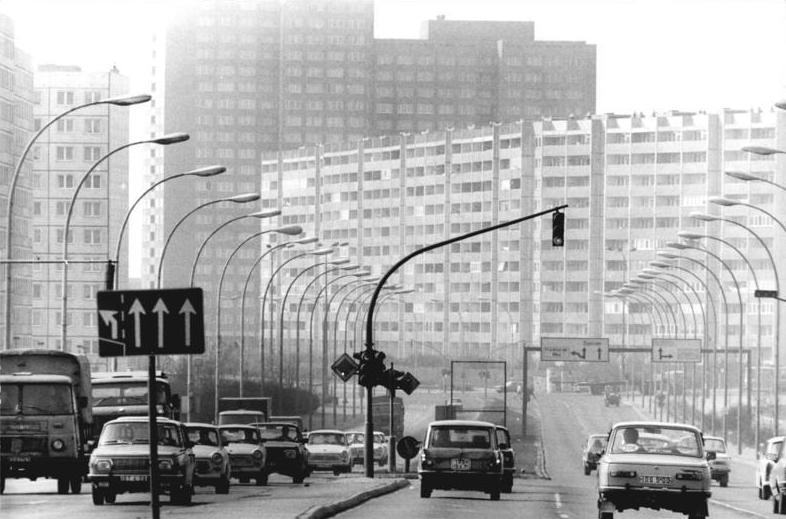
Ho-Chi-Minh-Straße; im Bild als Querstraße der damaligen Leninallee (heute wieder Landsberger Allee) zu erkennen, 1984

Nachdem das Neubaugebiet Lichtenberg (Nord), wie damals der heutige Ortsteil hieß, fertig bebaut worden war, erhielt dieser Weg durch den Berliner Magistrat den Namen Ho-Chi-Minh-Straße zu Ehren des vietnamesischen Präsidenten Ho Chi Minh. Die Anwohner und ihre Gäste hatten mit der Schreibweise des Straßennamens im Laufe der Jahre einige Schwierigkeiten, so tauchten auch Begriffe wie Hoschimin-Straße oder Hoch-im-Inn-Straße auf.
Nach der politischen Wende setzte das Bezirksamt Lichtenberg die Empfehlungen des Berliner Senats zur Umbenennung von Straßen um. Die Straße erhielt nun die Bezeichnung Weißenseer Weg zurück. Der Begriff Weg ist allerdings irreführend, weil es sich seit dem Ende der 1970er Jahre um eine rund 25 Meter breite und mit Straßenbegleitgrün (Büsche, Bäume) bepflanzte Promenade handelt.

## Verkehr
In seiner gesamten Länge besitzt der Weißenseer Weg beidseitig mindestens zwei Fahrstreifen, die Mitte wird von einer gesonderten Straßenbahntrasse eingenommen. Mehrfach mussten die Straßenbahngleise in den vergangenen Jahrzehnten erneuert werden. Es verkehren die Linie M13 und auf einem Teilabschnitt die Linie 16.
Seit dem Jahr 2013 sind auf allen Abschnitten beidseitig Radverkehrsanlagen vorhanden. Im nördlichen Abschnitt verlaufen bauliche Radwege getrennt vom Gehweg, im südlichen Abschnitt werden Radfahrer auf gemeinsamen Fuß- und Radwegen geführt. Verschiedene Führungsformen existieren im mittleren Abschnitt – auf der Ostseite wurde hier im Juli 2013 ein Radfahrstreifen markiert.

## Besonderheiten, Bauten

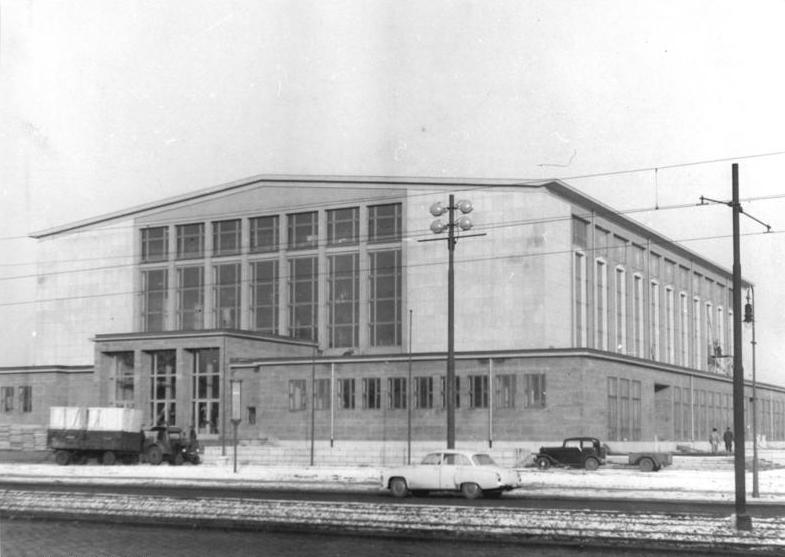
Dynamo-Sporthalle (heute Bestandteil des Sportforums) kurz nach ihrer Fertigstellung, 1958

Im Innenbereich der auf der Ostseite stehenden Wohnbauten führt die Erschließungsstraße den gleichen Namen. Die Wohnbauten bilden durchgängige Straßenzüge und gehören überwiegend zum Plattenbautyp P2/11.
Der heutige Hotelkomplex, bestehend aus drei 18-geschossigen Plattenbauten, wurde Mitte der 1970er Jahre als Arbeiterwohnheim errichtet. Dazu gehörte ein Flachbau direkt an der Nordostseite der Kreuzung Weißenseer Weg Ecke Landsberger Allee, der als Gaststätte Suhler Eck den Arbeitern und den neuen Bewohnern offenstand. Nach 1990 wurde die Gaststätte abgerissen, an ihre Stelle kam ein zweigeschossiger Verbindungsbau zwischen den drei Hochhäusern. Die darin eröffnete Gaststätte erhielt den Namen Wilhelmsberg und erinnerte so an die früher hier vorhandene gleichnamige Villenkolonie. Die vorgesehene Nutzung des Verbindungsbaus als neues Geschäftszentrum konnte sich wegen der abseits stehenden Wohnbauten nicht ausreichend etablieren. Es blieb im Wesentlichen bei der Ansiedlung einiger Arztpraxen. Das Hotel und damit die Gaststätte wechselten seit den 2000er Jahren mehrfach die Besitzer und ihre Namen. Derzeit (Stand: Mai 2019) trägt das Hotel die Bezeichnung City Hotel Berlin East und der Gastraum mit den meisten Plätzen heißt Grenzlos.

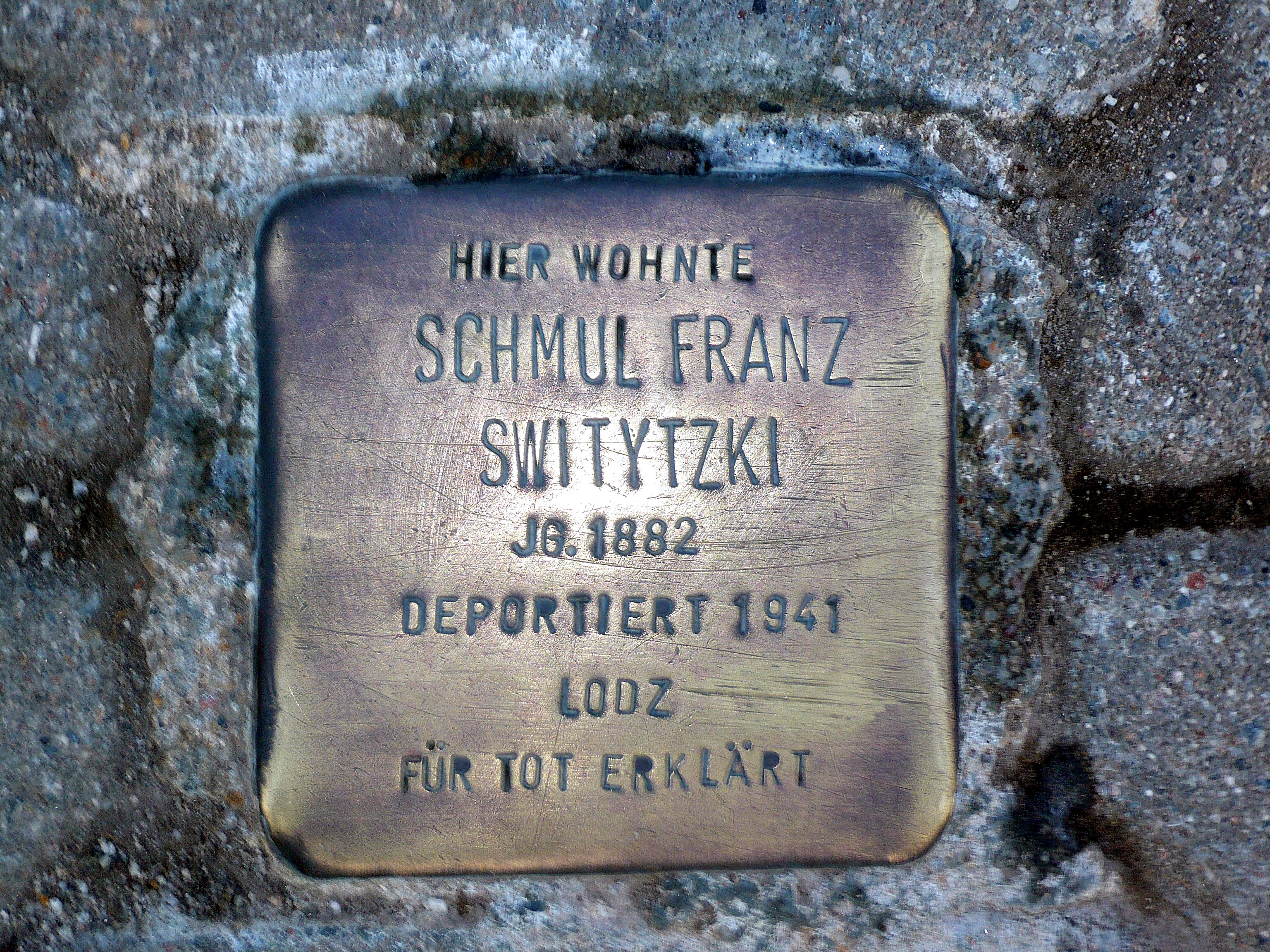
Stolperstein

In der Kolonie Wilhelmsberg wohnte u. a. auch der Jude Schmul Franz Switytzki, an dessen Schicksal ein um das Jahr 2000 verlegter Stolperstein erinnert. Dieser befindet sich auf dem Fußweg etwa in Höhe des folgenden Autohauses, heutige Hausnummer 23/24.

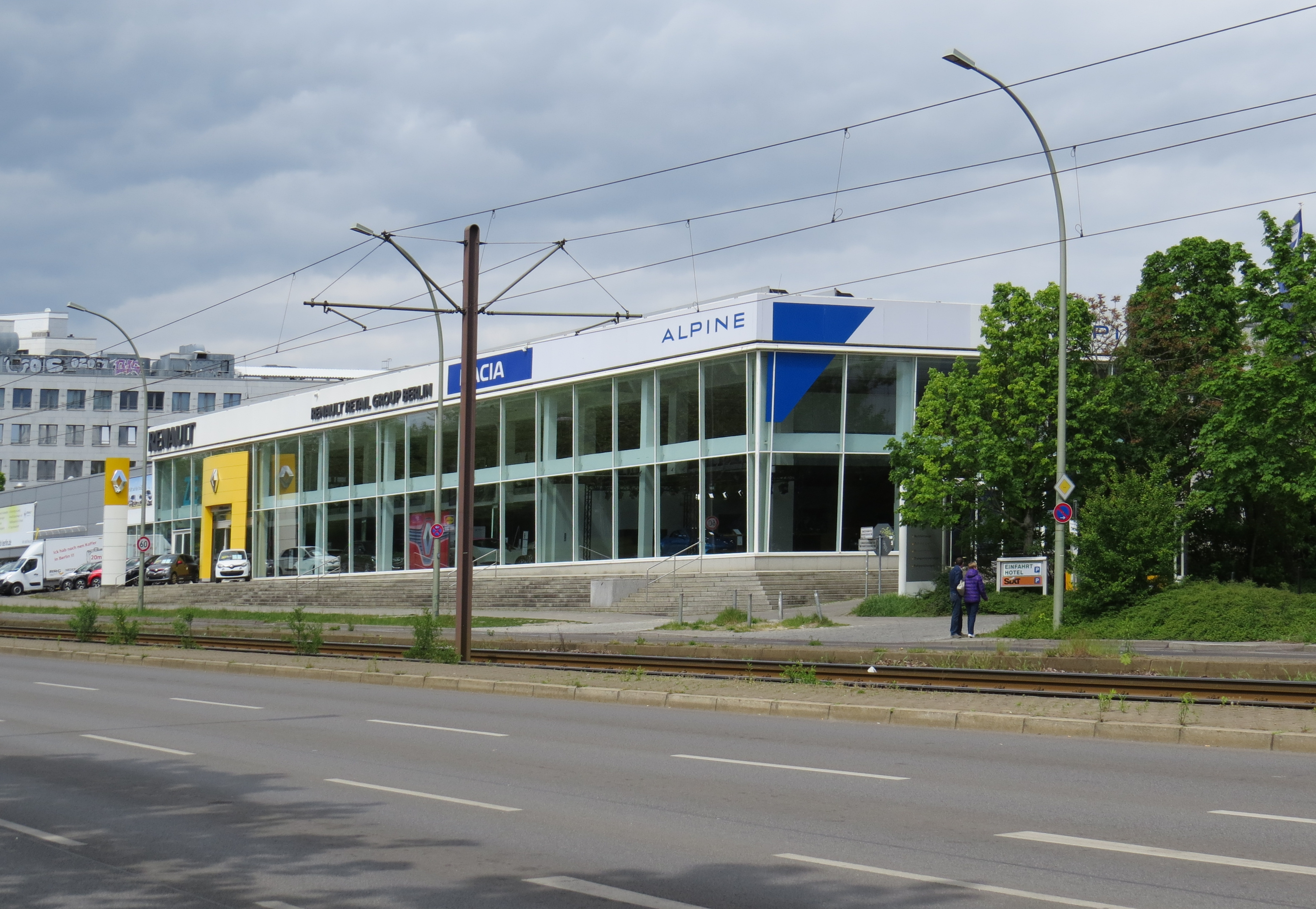
Autohaus für Renault, Dacia und Alpine; Mai 2019

Eine Autowerkstatt für Lada-Fahrzeuge hatte sich bereits Mitte der 1970er Jahre hier angesiedelt. Ab Ende 1990 wurde es ein Opel-Autohaus, erst später spezialisierte sich das Management auf Renault mit dem Tochterunternehmen Dacia.